# Schmidt Szörény Pál
Schmidt Szörény Pál (Besztercebánya, 1804. december 15. – Buda, 1865. szeptember 1.) bencés áldozópap, királyi tanácsos.

## Életútja
Középiskoláinak végeztével 1821. október 21-én a Szent Benedek-rendbe lépett; a teológiát Pannonhalmán hallgatta és 1829. október 21-én misés pappá szenteltetett fel. Tanár volt 1830-39-ben Kőszegen, 1839-től 1846-ig pedig Esztergomban; 1846-47-ben főapáti titkár, 1847-50-ben ugyanaz és Pannonhalmán bölcselettanár, 1850-1855-ben Sopronban gimnáziumi igazgató és házfőnök, 1855-59-ben Nagyváradon, 1859-62-ben Kassán gimnáziumi igazgató, 1862-65-ben a magyar királyi helytartó-tanács tanügyi előadója Budán; a Ferenc József-rend lovagja is volt.

## Munkái
- Énekek és imádságok a tanuló ifjúság számára. Kőszeg, 1838
- Örömszózat, melylyel mélt. egyházpakai Andrássy József urat, kir. tanácsost, szépművészet, bölcselet és jogok tudorát, t. ns. Esztergom vmegye főispáni helytartóját, midőn nyilvános kisérletét magas jelenlétével díszesítni kegyeskednék, üdvözlé s megtisztelé július 7.-én 1845. az Esztergom kir. középtanoda költészeti osztálya. Esztergom, 1845
- Szent énekek soproni szent Benedekrendi egyház ájtatos közönségének lelki épülésére. Sopron, 1853